# Edwardsia collaris
Espèce
Edwardsia collaris est une espèce de la famille des Edwardsiidae.

## Systématique
Le nom valide complet (avec auteur) de ce taxon est Edwardsia collaris Stimpson, 1856.
Edwardsia collaris a pour synonymes :
- Phellia collaris (Stimpson, 1856)
- Telmatactis collaris (Stimpson, 1856)

## Publication originale
- Stimpson, W. (1855). Descriptions of some of the new Marine Invertebrata from the Chinese and Japanese Seas. Proceedings of the Academy of Natural Sciences, Philadelphia. 7(10): 375-384. lire